# Мо, Элисон
Элисон Мо (англ. Alison Mau, /mɔː/, род. 14 февраля 1965, Мельбурн), известная в профессиональной среде как Эли Мо (англ. Ali Mau) — новозеландская журналистка и телеведущая австралийского происхождения. 
Бывшая ведущая телевизионных новостей, бывшая соведущая информационно-аналитической программы TVNZ «Seven Sharp», бывшая соведущая потребительской программы «Fair Go» и бывшая соведущая программы TVNZ «Завтрак». Мо — бывшая ведущая радиопередачи «RadioLIVE», общенациональной новозеландской сети радиопередач, новостей и спорта, расположенной в Окленде и принадлежащей компании MediaWorks New Zealand.
В настоящее время Мо является редактором авторской колонки в газете выходного дня The Sunday Star-Times и автором новостного сайта Stuff.
В настоящее время Мо возглавляет команду журналистов Stuff в начатом в 2018 году при поддержке Stuff национальном расследовании #metoonz о сексуальных домогательствах в Новой Зеландии. Проект #metoonz, отсылающий к общественному движению знаменитостей #metoo, предназначен для людей, которые хотели высказаться, но не знали, куда обратиться. Директор редакции, Марк Стивенс, сказал, что команда журналистов поможет расследовать появившиеся потенциальные истории, а журналисты Сесиль Майер и Мишель Дафф будут тесно сотрудничать с Мо. Мо подтвердила Радио Новой Зеландии Mediawatch, что она ответит каждому обратившемуся, прежде чем истории отдельных людей будут переданы журналистам.

## Карьера
Мо родилась в Мельбурне и в 18 лет впервые начала работать репортёром в газете Warracknabeal Herald на севере штата Виктория. В 1984 году её приняли на работу в Melbourne Herald. В 1990 году она переехала в Лондон, где представляла и делала репортажи для World Business Report на BBC World. В 1993 году она вернулась в Австралию, но вскоре переехала в Новую Зеландию, где вскоре была принята на работу на телеканал TVNZ.
Её первое выступление на телевидении состоялось в программе «Сделано в Новой Зеландии», посвящённой вопросам бизнеса. Позже Мо вела поздние ночные информационные программы, включая Eyewitness и Newsnight, последнюю из которых она вела вместе с Маркусом Лушем и своим будущим мужем, Саймоном Даллоу.
После периода репортажей для ONE News Мо стала вести программу «Завтрак» вместе с Майком Хоскингом. Она вернулась в ONE News после рождения второго ребёнка и с 1999 по 2003 год вела новости по выходным вместе с мужем, Саймоном Даллоу. Она вернулась в программу «Завтрак» в 2004 году, но в конце года ушла в конкурирующую сеть Prime Television, где работала с бывшим ведущим TVNZ, Полом Холмсом. Она была уволена из Prime, когда в начале 2006 года телеканал перешёл под контроль Sky, и вернулась на TVNZ в 2008 году.
После возвращения на TVNZ Мо работала запасной ведущей на «Завтраке», а также участвовала в других новостных, не новостных и тематических передачах, включая передачу о доме и быте «Домашний фронт», которую она вела вместе с будущим мэром Данидина, Дейвом Каллом. В 2010 году она стала соведущей еженедельной программы о потребительских товарах «Fair Go».
В 2013 году она перешла на должность соведущей вечерней информационно-аналитической программы Seven Sharp; в интервью, данном вскоре после ухода с этой программы, Мо заявила, что когда она нанималась в Seven Sharp, программа, которую ей предложили, сильно отличалась от той, которая получилась в итоге. Она также сказала, что если бы знала, каким будет шоу, «никогда бы не ушла с работы в Fair Go».
В 2014 году Мо начала карьеру ведущей разговорной радиостанции RadioLIVE. Она начала четырёхлетнюю работу на RadioLIVE первоначально в качестве соведущей раннего дневного эфира с Вилли Джексоном. Затем она перешла на должность ведущей ежедневного радиошоу RadioLive Drive. Во время работы на RadioLIVE Мо также участвовала в качестве запасного ведущего в передаче 2014 года «Шоу Пола Генри» на канале TV3, которая транслировалась на RadioLIVE и на мультимедийных платформах.
В декабре 2017 года Мо объявила о своём уходе с ежедневного радиошоу RadioLIVE Drive в феврале 2018 года. Мо сказала, что ей «невероятно повезло» провести четыре года на радиостанции, изучая радиобизнес. «Проведя свою раннюю карьеру в печатной журналистике, а затем более 20 лет на телевидении, радио стало для меня новым рубежом. Я ухожу с таким запасом кросс-платформенных навыков, о которых тогда могла только мечтать», — сказала Мо. Она не стала раскрывать свои планы на 2018 год, сказав, что «ещё слишком рано обнародовать эти детали».
В настоящее время Мо является автором колонки мнений в газете выходного дня Sunday Star-Times, а также автором материалов на сайте новостного портала Stuff.co.nz, издаваемого Fairfax Digital, подразделением Fairfax New Zealand Ltd.
В настоящее время Мо возглавляет группу журналистов в Stuff, расследующих сексуальные домогательства в Новой Зеландии. Мо начала в 2018 году национальное расследование #metoonz о сексуальных домогательствах при поддержке Stuff. По её словам, это возможность для киви — в основном женщин, но и мужчин тоже — привлечь своих обидчиков к ответственности. Проект #metoonz — отсылающий к общественному движению знаменитостей #metoo — предназначен для людей, которые хотят высказаться, но не знают, куда обратиться. Она считает, что размер Новой Зеландии сдерживает движение #metoo, поскольку женщины и мужчины не хотят высказываться, боясь потерять работу или карьеру в наших небольших отраслях. Редакционный директор Stuff, Марк Стивенс, сказал, что команда журналистов поможет расследовать возникающие потенциальные истории, а журналисты Сесиль Майер и Мишель Дафф будут тесно сотрудничать с Элисон Мо. Мо подтвердила Radio New Zealand Mediawatch, что она ответит каждому обратившемуся, прежде чем истории отдельных людей будут переданы журналистам.

## Личная жизнь
Мо познакомилась с Саймоном Даллоу во время тура Contiki Tours по Европе в 1989 году. Пара начала работать вместе на телеканале TVNZ в 1994 году и поженилась в 1996 году. В 2009 году они развелись. У них двое детей. В 2010 году, после слухов об однополых отношениях, Элисон Мо публично заявила, что является бисексуалкой. В феврале 2012 года она обручилась с Карлин Эдмондс.